# La Celle-Saint-Cloud
La Celle-Saint-Cloud är en kommun i departementet Yvelines i regionen Île-de-France i norra Frankrike. Kommunen ligger i kantonen La Celle-Saint-Cloud som tillhör arrondissementet Saint-Germain-en-Laye. År 2022 hade La Celle-Saint-Cloud 20 440 invånare.
Skådespelerskan och fotomodellen Ludivine Sagnier är född och uppvuxen i staden.

## Befolkningsutveckling
Antalet invånare i kommunen La Celle-Saint-Cloud
| Referens: INSEE |